# 라울 샤 모레노
라울 샤 모레노(Raúl Shaw Moreno, 1923년 11월 30일 ~ 2003년 4월 13일)는 볼리비아에서 출생한 아르헨티나의 남성 가수, 기타리스트, 작사가이다.

## 생애
볼리비아에서 출생하였고 5세 때 일가족과 함께 아르헨티나에 건너가 아르헨티나 시민권을 취득한 그는 이후 1942년 3월에는 형을 따라서 멕시코에 건너감을 거쳐 1943년 3월에는 형과 함께 미국으로 건너가서 1945년 11월, 미국에서 솔로 가수 첫 데뷔를 하였고 1951년 이후 미국에서 트리오 로스 판초스의 일원으로 활동하였다.

## 같이 보기
- 레이 카니프
- 냇 킹 콜